# Melbourne (Arkansas)
Melbourne es una ciudad ubicada en el condado de Izard en el estado estadounidense de Arkansas. En el Censo de 2010 tenía una población de 1848 habitantes y una densidad poblacional de 113,1 personas por km².

## Geografía
Melbourne se encuentra ubicada en las coordenadas 36°3′40″N 91°54′8″O / 36.06111, -91.90222. Según la Oficina del Censo de los Estados Unidos, Melbourne tiene una superficie total de 16.34 km², de la cual 16.34 km² corresponden a tierra firme y (0%) 0 km² es agua.

## Demografía
Según el censo de 2010, había 1848 personas residiendo en Melbourne. La densidad de población era de 113,1 hab./km². De los 1848 habitantes, Melbourne estaba compuesto por el 96.86% blancos, el 0.27% eran afroamericanos, el 0.87% eran amerindios, el 0.27% eran asiáticos, el 0% eran isleños del Pacífico, el 0.54% eran de otras razas y el 1.19% pertenecían a dos o más razas. Del total de la población el 1.68% eran hispanos o latinos de cualquier raza.